# Luther Hodges

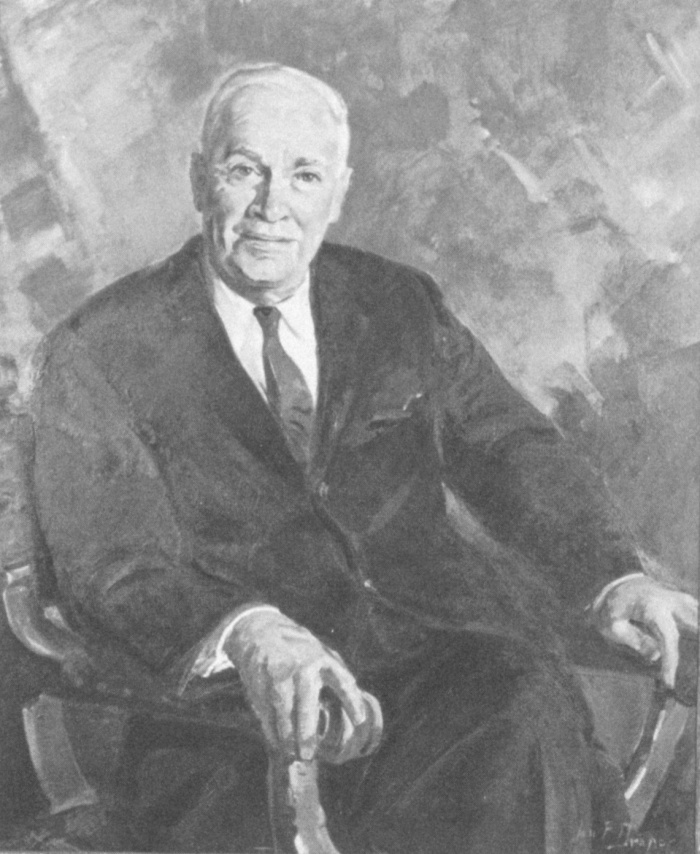
Luther H. Hodges

Luther Hartwell Hodges (* 9. März 1898 im Pittsylvania County, Virginia; † 6. Oktober 1974 in Chapel Hill, North Carolina) war ein US-amerikanischer Politiker der Demokratischen Partei, 64. Gouverneur des Bundesstaates North Carolina und US-Handelminister.

## Frühe Jahre und politischer Aufstieg
Hodges kam im Alter von zwei Jahren mit seinen Eltern nach Eden in North Carolina. Nach den örtlichen Schulen besuchte er bis 1919 die University of North Carolina. Dann machte er eine Karriere in der Textilindustrie bei der Firma „Marshall Field Mills“ und stieg bis in die Führungsetage auf. Außerdem war er Mitglied der Kommission zur Überwachung der Berufsschulen (1929 bis 1933) und des Verkehrsausschusses von North Carolina (Highway Commission), dem er von 1933 bis 1937 angehörte. Im Jahr 1945 wurde er Berater des US-Landwirtschaftsministeriums und der US Army im besetzten Deutschland. 1952 wurde er zum Vizegouverneur von North Carolina gewählt. Dieses Amt übte er bis zum 7. November 1954 aus. An diesem Tag verstarb Gouverneur William Umstead im Amt.

## Gouverneur von North Carolina
Nach Umsteads Tod wurde Hodges als Vizegouverneur automatisch dessen Nachfolger im Amt des Gouverneurs. Er beendete zunächst die Amtszeit seines Vorgängers und wurde dann 1956 von den Wählern für eine weitere volle vierjährige Amtszeit bestätigt. Damit hatte er die bis dahin längste zusammenhängende Amtszeit eines Gouverneurs von North Carolina. Das lag auch an der Verfassung, die nur eine einzige zusammenhängende Amtszeit erlaubte. Hodges durfte 1956 gewählt werden, weil seine erste Amtszeit keine vollen vier Jahre umfasste. Insgesamt war er zwischen dem 7. November 1954 bis zum 5. Januar 1961 Gouverneur von North Carolina. In dieser Position förderte er die industrielle Entwicklung in seinem Land. Ein Streik in der Textilindustrie konnte beigelegt werden und ein Mindestlohngesetz wurde verabschiedet. In Hodges Amtszeit fällt der rassistische Justizskandal Kissing Case, der international bekannt gemacht wurde und zu internationalen Protesten gegen North Carolina und die USA führte. Hodges weigerte sich hier zunächst, die Begnadigung zweier schwarzer Kinder vorzunehmen, die wegen sexueller Belästigung verurteilt worden waren, weil ein weißes Mädchen sie geküsst hatte. Hodges soll später versuchte haben, den Rassenkonflikt, der in jenen Jahren zu einem zentralen Thema in vielen Südstaaten wurde, zu beschwichtigen. Daher wurde ein Plan zur Rassenintegration an Schulen entworfen.

## Weitere Laufbahn
Nach Ablauf seiner Amtszeit wurde er von Präsident John F. Kennedy zum Handelsminister in dessen Kabinett berufen. Dieses Amt übte er zwischen 1961 und 1965 aus; somit behielt er auch noch für einige Zeit unter Kennedys Nachfolger Lyndon B. Johnson. Danach war er Vorsitzender der „Research Triangle“-Stiftung und des Internationalen Rotary Club. Luther Hodges starb im November 1974. Er war zweimal verheiratet und hatte insgesamt drei Kinder.